# دالاس دوپری یانگ
دالاس دوپری یانگ (به انگلیسی: Dallas Dupree Young) (زاده ۲۵ اکتبر ۲۰۰۶) یک بازیگر آمریکایی است که بیشتر به خاطر نقش تکراری‌اش در پرورشگاهی‌ها و نقش اصلی‌اش در سریال کمدی نیکلودئون (پسرعموها برای زندگی) شناخته می‌شود. در سال ۲۰۲۱، او به گروه بازیگران سریال کبرا کای نتفلیکس پیوست که دنباله‌ای بر فیلم‌های بچه کاراته‌کار است.

## زندگی‌نامه
یانگ در هیوستون، تگزاس به دنیا آمد و بزرگ شد. او پسر بازیکن لیگ برتر بیسبال اریک یانگ سینیور و همسرش بیانکا جکسون است. برادر بزرگتر او، اریک یانگ جونیور، نیز بازیکن حرفه ای بیسبال است. یانگ آرزو داشت مانند پدر و برادرش یک ورزشکار حرفه‌ای شود. او آرزو داشت مانند آنها برای کلرادو راکی بازی کند. یانگ علاوه بر بیسبال، بسکتبال و فوتبال را نیز دوست دارد. یانگ بین ۵ تا ۶ سالگی کاراته آموخت. او بعداً دروس کیک‌بوکسینگ نیز شرکت کرد.
اگرچه او مطمئن بود که بازیکن بیسبال خواهد شد، اما زمانی که یکی از همسایگان یانگ را تشویق کرد تا به بازیگری برود، برنامه‌ها تغییر کرد. یانگ با تماشای نمایش‌هایی مانند مسائل خانوادگی، هانا مونتانا و جسی بزرگ شد و به او کمک کرد تا اشتیاق خود را به بازیگری کشف کند. او بعداً با استعدادیاب دایانا هورنر ملاقات کرد. یانگ برای حضور در یک نمایشگاه بازیگری در لس آنجلس دعوت شد و در آنجا با مدیر خود ملاقات کرد. مدیر او سپس او را به یک نماینده معرفی کرد و یانگ بلافاصله شروع به رزرو شغل کرد. او دنزل واشینگتن را به عنوان بزرگ‌ترین تأثیر خود می‌داند. از سال ۲۰۱۹، یانگ برای انطباق با برنامه کاری پرمشغله خود در خانه آموزش دید.